# Нойщат ам Майн
Нойщат ам Майн (на немски: Neustadt am Main; официално: Neustadt a. Main) е община в Бавария, Германия с 1271 жители (към 31 декември 2016).
Намира се на река Майн. Бенедиктинският манастир Нойщат ам Майн е основан преди 769 г. и е прекратен през 1803 г.